# Montes Jura

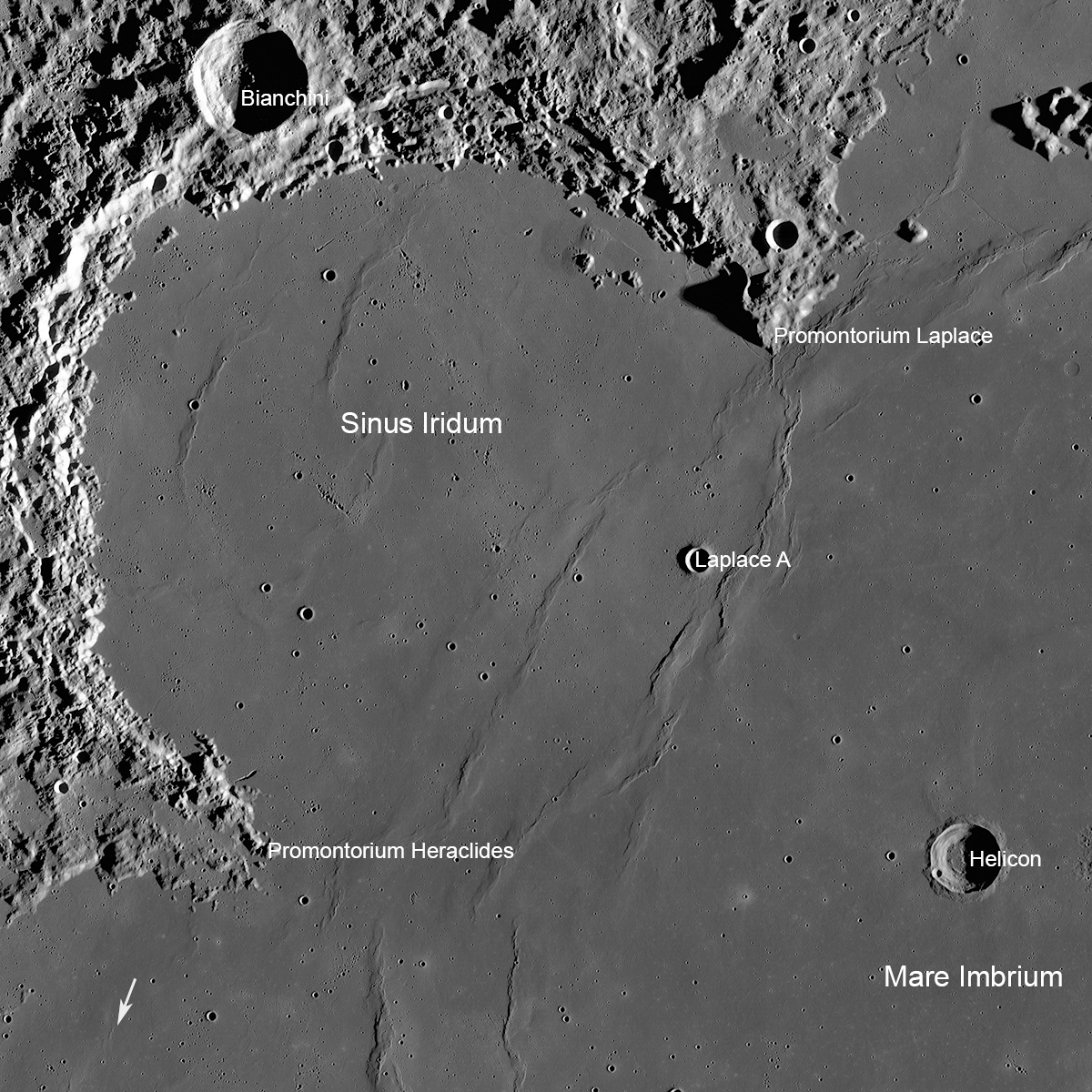
Montes Jura envoltant el Sinus Iridum

Montes Jura és una serralada situada en la part nord-oest de la cara visible de la Lluna. Té un diàmetre de 422 km, amb muntanyes que aconsegueixen els 6100 m d'altura. Van ser nomenats fent referència a la serralada del Jura situat entre la França oriental i la Suïssa occidental.
Aquest conjunt de muntanyes forma un semi-anell circular visualment uniforme al voltant del Sinus Iridum, una badia situada al llarg del bord nord-oest del Mare Imbrium. El cap orientat a l'est en l'extrem sud-oest de les Muntanyes Jura es denomina Promontorium Heraclides, mentre que el sortint orientat a l'est enfront de l'extrem nord-est es denomina Promontorium Laplace. Quan el límit de la zona d'ombra lunar s'acosta a aquesta serralada entre dues i tres nits després de la primera fase lunar, els seus cims reflecteixen la llum del Sol. Això produeix una cadena de punts brillants en un efecte que ha estat descrit com la 'cimitarra enjoiada' per la seva forma corbada.
En un passat remot la serralada va formar la paret exterior d'un cràter d'aproximadament 260 km en diàmetre. La cara sud-est d'aquest cràter va desaparèixer i l'interior va quedar inundat amb lava basáltica. D'aquesta forma, el costat de l'antic cràter situat enfront del contorn del mare es va convertir gairebé en una plana a nivell, mentre que el costat oposat es va fusionar amb una regió de terreny aspre i irregular.
L'únic cràter en contacte amb la serralada és Bianchini, situat a través de la porció nord-nord-oest del sistema muntanyenc. Una mica més llunyà, en el costat oest està situat el cràter Sharp, i al nord-est es troben les restes del cràter Maupertuis.
Peter Grego descriu un dibuix imaginari de "La Lluna Virginal", veient el seu perfil facial en el Promontorium Heraclides, el seu cabell en els turons de l'oest, i el seu cos a les Muntanyes Jura. Apareix a l'inrevés quan s'observa amb prismàtics des de l'hemisferi nord.